# Condado de Zavellá
El condado de Zavellá es un título de nobiliario español creado el 18 de julio de 1599 por el rey Felipe III a favor de Bernat de Boixadors y Eril de Orcau, señor de Zavellá.
Su denominación hace referencia al municipio español de Savallá del Condado (en catalán Savallà del Comtat), perteneciente a la comarca catalana de la Cuenca de Barberá (provincia de Tarragona).
Los primeros condes se intitularon "condes de Savallá" de acuerdo con la denominación del municipio en catalán, si bien fue posteriormente cambiada esta denominación por la de "condes de Zavellá"

## Condes de Zavellá
|                         | Titular                                   | Periodo             |
| ----------------------- | ----------------------------------------- | ------------------- |
| Creación por Felipe III |                                           |                     |
| I                       | Bernat de Boixadors y Eril de Orcau       | 1599-1616           |
| II                      | Juan de Boixadors                         | 1616-1624           |
| III                     | Francisco de Boixadors                    | 1624-1643           |
| IV                      | Juan de Boixadors y Rocabertí             | 1643- ?             |
| V                       | Juan Antonio de Boixadors Pacs y de Pinós | 1741-1745           |
| VI                      | Antonio de Rocabertí de Dameto y de Veri  | 1745-1887           |
| VII                     | Juan Miguel Sureda y Boixadors            | 1887-1903           |
| VIII                    | Juan Miguel de Sureda y de Veri           | 1903-1912           |
| IX                      | María Josefa de Sureda y Fortuny          | 1912-1952           |
| X                       | Pedro de Montaner y Sureda                | 1952-2006           |
| XI                      | Pedro de Montaner y Alonso                | 2006-actual titular |

## Historia de los condes de Zavellá
- Bernat de Boixadors y Eril de Orcau (f. en 1616), I conde de Savallá.

Le sucedió:
- Juan de Boixadors (f. en 1624), II conde de Savallá.

Le sucedió
- Francisco de Boixadors (f. en 1643), III conde de Zavellá.

Le sucedió:
- Juan de Boixadors y Rocabertí, IV conde de Zavellá

1. Casó con Esclaramunda de Rocabertí y Safortesa.

Le sucedió, en 1741:
- Juan Antonio de Boixadors Pacs y de Pinós 1672-1745), V conde de Zavellá, VI marqués de Anglesola, VII conde de Peralada, vizconde de Rocabertí.

1. Casó con Dionísia Sureda de Sant Martí.
2. Casó con Javiera von Berg. Sus descendientes usaron los demás títulos, pero no el de conde de Zavellá, hasta que volvieron a usarlo en 1864.

Le sucedió:
- Antonio de Rocabertí de Dameto y de Veri, VI conde de Zavellá.

Le sucedió, en 1887:
- Juan Miguel Sureda y Boixadors, VII conde de Zavellá, V marqués de Vivot.

Le sucedió, en 1903, su hijo
- Juan Miguel de Sureda y de Veri (1850-1912), VIII conde de Zavellá, VI marqués de Vivot, XIV conde de Peralada, vizconde de Rocabertí.

Le sucedió su hija:
- María Josefa de Sureda y Fortuny (1879-1956), IX condesa de Zavellá, XV condesa de Peralada.

Le sucedió, en 1952, su hijo:
- Pedro de Montaner y Sureda, X conde de Zavellá.

1. Casó con María Alonso Llopis.

Le sucedió, en 2006, su hijo:
- Pedro de Montaner y Alonso, XI conde de Zavellá.

1. Casó con Magdalena de Quiroga y Conrado.

Actual conde de Zavellá.